# Un grand voyage vers la nuit
Pour plus de détails, voir Fiche technique et Distribution.
Un grand voyage vers la nuit (chinois : 地球最後的夜晚 ; pinyin : Dìqiú zuìhòu de yèwǎn ; litt. « La dernière nuit de la terre ») est un drame romantique franco-chinois écrit et réalisé par Bi Gan, sorti en 2018.

## Synopsis
Il y a longtemps que Luo Hongwu s’est enfui de sa ville natale Kaili et maintenant, il y revient pour rechercher la femme soi-disant appelée Wan Qiwen…

## Fiche technique
Sauf indication contraire ou complémentaire, les informations mentionnées dans cette section peuvent être confirmées par la base de données Unifrance
- Titre original : 地球最後的夜晚, Dìqiú zuìhòu de yèwǎn
- Titres mandarin et international : Long Day's Journey Into Night
- Titre français : Un grand voyage vers la nuit
- Réalisation et scénario : Bi Gan
- Direction artistique et décors : Liu Qiang
- Costumes : Chu-Chen Yeh et Hua Li
- Photographie : Yao Hung-i ; David Chizallet et Dong Jingsong (reprise)
- Montage : Qin Yanan
- Son : Li Danfeng et Si Zhonglin
- Musique : Lim Giong et Hsu Point
- Production : Shan Zuolong ; Charles Gillibert, Congyu Huang, Tao Sun et Ju-Feng Yeh (coproducteurs)
- Sociétés de production : Dangmai Films ; Zhejiang Huace Film et TV Co, Huace Pictures[1] (coproduction chinoise) ; CG Cinéma (coproduction française)
- Société de distribution : Bac Films Distribution (France)
- Pays d'origine :  Chine /  France
- Langue originale : mandarin
- Format : couleur - 35 mm - 1,85:1
- Genre : drame romantique
- Durée : 143 minutes
- Dates de sortie :
  - France : 15 mai 2018 (Festival de Cannes) ; 30 janvier 2019 (sortie nationale)
  - Chine : 31 décembre 2018

## Distribution
- Jue Huang : Luo Hongwu[2]
- Tang Wei : Wan Qiwen[2]
- Sylvia Chang : la mère de Wildcat, la femme rousse[2]
- Lee Hong-Chi : Wildcat[2]
  - Luo Feiyang : Wildcat, jeune[2]
- Chen Yongzhong : Zuo Hongyuan[2]
- Tuan Chun-Hao : l’ex-mari de Wan Qiwen[2]

## Accueil

### Festivals et sorties
Le film est sélectionné en section « Un certain regard » le 15 mai 2018 au Festival de Cannes.

### Critiques
Le film reçoit des retours assez positifs, avec une note moyenne de 3.8 sur AlloCiné.
Gérard Lefort des Inrockuptibles voit ce film « aussi étrange et pénétrant qu'un rêve (…) Une performance à la fois technique, artistique, poétique », ainsi que Marius Chapuis du Libération : « Une dérive déchirante et déchirée, entre couloirs de la mémoire et rues de sa ville natale, conclue par une folle prouesse en 3D » et Jean-Claude Raspiengeas de La Croix : « C’est la grande leçon de ce conte chinois, erratique et hiératique, symphonie de couleurs tamisées, long poème visuel, énigmatique, hypnotique et sensuel ».
En revanche, Jean-Philippe Tessé des Cahiers du cinéma espère que « le cinéaste, qui ne manque pas de talent, revienne de ce grand voyage au bout du bidon. ». Il en est de même pour Première qui pense que « Le très long plan-séquence final, aussi époustouflant soit-il, finit d’assommer le spectateur. »

## Distinctions

### Récompenses
- Golden Horse Film Festival and Awards 2018[10]:
  - Meilleure photographie pour Yao Hung-i, Dong Jinsong et David Chizallet
  - Meilleure musique originale pour Lim Giong et Point Hsu
  - Meilleurs effets sonores pour Li Danfeng et Si Zhonglin

### Sélections et nominations
- Festival de Cannes 2018 : sélection officielle « Un certain regard »[3]
- Festival international du film de Toronto 2018 : sélection « Wavelengths »
- Golden Horse Film Festival and Awards 2018 :
  - Meilleur film
  - Meilleur réalisateur pour Bi Gan

### Documentation
- Dossier de presse Un grand voyage vers la nuit